# Alhred de Northumbria

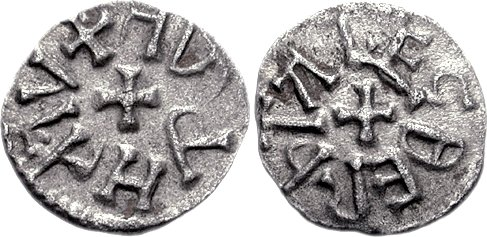
Sceat de Alhred de Northumbria

Alhred o Alchred fue rey de Northumbria de 765 a 774. Se casó con Osgifu, bien hija de Oswulf y nieta de Eadberht, o hija de Eadberht, por lo que estaba emparentado con Ecgbert, Arzobispo de York. Sobrevive una genealogía que hace a Alhred descendiente de Ida de Bernicia a través de un hijo de nombre Eadric.
Ethelwald Moll fue depuesto en 765 y Alhred se convirtió en rey. Poco se habla de su reinado en la Crónica anglosajona, aparte de que fue rey, y de que posteriormente fue depuesto y exiliado en 774. Simeón de Durham en su Historia Regum Anglorum informa que huyó al reino de los Pictos, donde fue recibido por Ciniod I.
Frank Stenton nota la conexión de Ahlred con las misiones inglesas en el continente. La misión de San Willehad, que llevó a la fundación del Arzobispado de Bremen, fue autorizada por una asamblea religiosa convocada por Alhred. Una carta de Alhred a San Lull, Arzobispo de Maguncia, nativo de Wessex, también sobrevive.
Alhred fue sucedido por Ethelredo, hijo de Ethelwald Moll. Su hijo Osred sería rey posteriormente. Un segundo hijo, Alhmund moriría durante el reinado de Eardwulf y sería venerado como Alcmund de Derby.

## Lectura complementaria
- Anderson, Alan Orr, Anales escoceses de Cronistas ingleses Un.D. 500 a 1286. David Nutt, Londres, 1908.
- Higham, N.J., El Reino de Northumbria ANUNCIO 350-1100. Stroud: Sutton, 1993. ISBN 0-86299-730-5
- Kirby, D.P., Los King ingleses más Tempranos. Londres: Unwin, 1991. ISBN 0-04-445692-1
- Marsden, J., Northanhymbre Saga: La Historia de los Reyes anglosajones de Northumbria. Londres: Cathie, 1992. ISBN 1-85626-055-0
- Stenton, Señor Frank M., Inglaterra anglosajona. Oxford: Oxford ARRIBA, 1971 (3.º edn.) ISBN 0-19-280139-2
- Yorke, Barbara, King y Reinos de Inglaterra anglosajona temprana. Londres: Seaby, 1990. ISBN 1-85264-027-8